# ملاکی

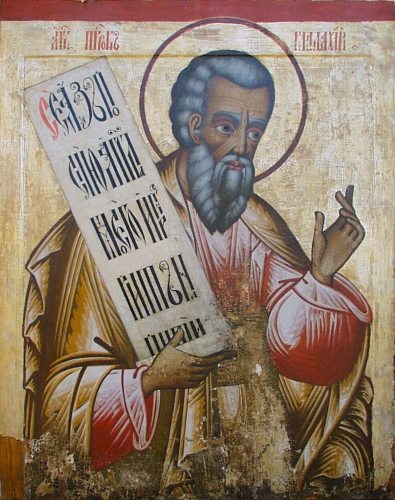
Prophet Malachi, Russian icon from first quarter of 18th cen.

ملاکی یا ملاخی(در عبری:מַלְאָכִי، در یونانیΜαλαχίας به معنی «یاری‌رساننده به خدا»)یکی از پیامبران عهد عتیق در انجیل و تنخ عبری بود که نامش در بین انبیای کوچک آمده‌است. ملاکی از قبیله زبولون بود و پس از آزادی قوم یهود به دست کورش، ولادت یافت. ملاکی با نحمیا و عزرا معاصر بوده‌است. نبوت او پس از حجی و زکریا بوده‌است. در زمان ملاکی، عدم پرداخت هدایا و عشر، شکستن سبت، ازدواج یهودیان با زنان بیگانه و رشوه‌خواری کاهنان در بین بنی‌اسرائیل شایع بود که ملاکی قوم را برای اجتناب از ازدواج با دیگر اقوام و نگه داشتن حرمت سبت و دیگر قوانین شریعت موسی متقاعد ساخت. در روایات یهودی آمده است که ملاکی از کاهنین زمان نحمیا بود و پیمان او را برای بازسازی اورشلیم مهر کرد. یهودیان کتاب ملاکی را وحی الهی می‌دانند؛ متن این کتاب به شکل شعر بلند است. درگذشت ملاکی در اورشلیم اتفاق افتاده است، بسیاری او را آخرین پیامبر عهد عتیق می‌دانند.